# مارسل رونو (قایقران)
مارسل رونو (فرانسوی: Marcel Renaud‎; ۲۷ مهٔ ۱۹۲۶ – ۵ دسامبر ۲۰۱۶) قایقران اهل فرانسه بود.
وی در مسابقات کشوری و بین‌المللی در مجموع برندهٔ ۱ مدال طلا، ۱ مدال نقره، ۱ مدال برنز شده‌است.